# Burni Gerungsang
Burni Gerungsang är ett berg i Indonesien.   Det ligger i provinsen Aceh, i den västra delen av landet, 1 600 km nordväst om huvudstaden Jakarta. Toppen på Burni Gerungsang är 1 521 meter över havet.
Terrängen runt Burni Gerungsang är kuperad åt nordost, men åt sydväst är den bergig.Runt Burni Gerungsang är det mycket glesbefolkat, med 5 invånare per kvadratkilometer. I omgivningarna runt Burni Gerungsang växer i huvudsak städsegrön lövskog.